# Пёстрое (озеро, Есильский район)
Пёстрое — озеро в Есильском районе Северо-Казахстанской области Казахстана. Находится к югу от села Калиновка.
По данным топографической съёмки 1940-х годов, площадь поверхности озера составляет 1,22 км². Наибольшая длина озера — 2,6 км, наибольшая ширина — 0,5 км. Длина береговой линии составляет 7,3 км, развитие береговой линии — 1,86. Озеро расположено на высоте 105 м над уровнем моря.
Озеро входит в перечень рыбохозяйственных водоёмов местного значения.